# 1802年3月4日日食
1802年3月4日日食为一次在协调世界时1802年3月4日出現的日全食。該次日食食分為1.0428，食甚維持3分2秒。

## 概述
這次日食的食分是1.0428，全食維持3分2秒。

## 基本參數
- 類型：日全食
- 食甚資料：
  - 日期：1802年3月4日
  - 時間：5時14分29秒
  - 地點：44S 132E
  - 食分：1.0428
  - 日全食持續時間：3分2秒

## 外部連結
- NASA日食專頁（页面存档备份，存于）（英文）